# Wolfgang Schlott
Wolfgang Schlott (geboren  1941 in Suhl) ist ein deutscher Literaturwissenschaftler, Slawist und Schriftsteller.

## Leben
Wolfgang Schlott arbeitete nach dem Abitur zunächst in der Landwirtschaft und studierte dann an der Karl-Marx-Universität Leipzig Slawistik und Anglistik. Er wurde wegen versuchter Republikflucht zu 18 Monaten Gefängnis verurteilt und übersiedelte in die Bundesrepublik. Ab 1971 studierte er Südslawistik, Soziologie, Kunstgeschichte und Latinistik an der Universität Bremen und der Universität Münster und wurde 1979 an der Universität Konstanz mit einer Dissertation über Ossip Mandelstam promoviert. Er arbeitete in Forschungsprojekten in Siegen und Bochum und ab 1984 in der Forschungsstelle Osteuropa der Universität Bremen. Schlott habilitierte sich 1992. Er wurde 2002 in Bremen zum außerordentlichen Professor für neuere slawische Kultur- und Literaturgeschichte ernannt.
Schlott gestaltete literarische Performances und Werkstätten. Er übersetzte aus dem Russischen und Polnischen.
Er wurde 2006 zum Präsidenten des P.E.N.-Zentrum der Schriftstellerinnen und Schriftsteller im Exil deutschsprachiger Länder gewählt.

## Schriften (Auswahl)
- Zur Funktion antiker Göttermythen in der Lyrik Osip Mandel'štams. Frankfurt am Main: Lang, 1981 (Zugleich: Konstanz, Universität, Dissertation, 1979)
- Sabine Hänsgen, Wolfgang Eichwede, Ivo Bock, Wolfgang Schlott. Samizdat. Alternative Kultur in Zentral- und Osteuropa: Die 60er bis 80er Jahre, Akademie der Künste Berlin, 2000
- Inge Buck, Konstanze Radziwill, Wolfgang Schlott (Hrsg.): Boleslaw Fac (1929–2000): Dichter und Vermittler deutsch-polnischer Literatur. Temmen, Bremen 2002
- Polnische Prosa nach 1990 : nostalgische Rückblicke und Suche nach neuen Identifikationen. Münster : Lit, 2004
- Inge Buck, Birgid Hanke, Wolfgang Schlott (Hrsg.): Städtebilder: Bremen – Danzig – Riga. edition lumière, Bremen 2008
- Jürgen Egyptien, George Guțu, Wolfgang Schlott, Maria Irod (Hrsg.): Sprachheimat. Zum Werk von Dieter Schlesak in Zeiten von Diktatur und Exil. Pop Verlag, Ludwigsburg 2009
- Die Laubenpieper : Botschaften aus dem Garten Eden. Illustrationen Janine Kube. Bremen : Sujet, 2010
- Zwischen Dublin, Belfast und Skellig Michael : poetische Reflexionen über eine Insel. Bremen : Donat, 2018
- Kriminelles und Abwegiges. Ludwigsburg : Pop Verlag Literatur, 2020